# Tensei Shitara Ken Deshita
Tensei Shitara Ken Deshita (転生したら剣でし lit. Reencarné como una espada?), conocida como Reincarnated as a Sword o I Became the Sword by Transmigrating en inglés, también abreviado como Tenken (転剣?) en Japón, es una serie de novelas ligeras japonesas escritas por  Yuu Tanaka e ilustradas por Llo. La serie comenzó como una novela web en el sitio Shōsetsuka ni Narō el 5 de octubre de 2015.
Más tarde fue publicada como novela ligera por Micro Magazine, que lanzó el primer volumen en julio de 2016. La serie recibió una adaptación al manga de Tomowo Maruyama, publicada por Gentōsha, así como un manga derivado de Hinako Inoue, publicado por Micro Magazine. Tanto las novelas ligeras como el manga fueron licenciados para su lanzamiento en Norteamérica por Seven Seas Entertainment, así como el spin-off. Se anunció una adaptación al anime por parte de C2C que se emitió de octubre a diciembre de 2022. Se espera que una segunda temporada se estrene en el cuarto trimestre de 2026.

## Sipnosis
Después de morir en un accidente automovilístico, el protagonista se encuentra reencarnado en otro mundo como una espada sin recordar su nombre, aunque recuerda todo lo demás de su vida anterior. Aceptando su destino como una espada, comienza a buscar a alguien que se convierta en su portador. Descubre una caravana de traficantes de esclavos atacada por un oso de dos cabezas. Una joven chica gato esclavo, Fran, descubre la espada, y lo usa para matar al oso. Después de ser liberada de la esclavitud, ella llama a la espada "Maestro", y los dos se embarcan en una aventura juntos.

## Personajes
Maestro (師匠 Shishō?)
 Seiyū: Satoshi Hino (CD drama), Shin'ichirō Miki (anime)
Originalmente un ser humano en su vida pasada, Maestro se encuentra reencarnado como una poderosa espada legendaria. Sin embargo, siendo forzado en su lugar, se resigna a descansar hasta que un guerrero decidido se acerque.
Fran (フラン Furan?)
 Seiyū: Inori Minase (CD drama), Ai Kakuma (anime)
Una chica gato que perdió a sus padres cuando fueron asesinados y posteriormente capturada y vendida como esclava. Sin embargo, cuando su caravana es atacada por un oso de dos cabezas, lleva la voluntad del guerrero y convoca al Maestro desde su lugar de descanso. Juntos, los dos se embarcan en una búsqueda.
Amanda (アマンダ?)
 Seiyū: Ami Koshimizu (anime)
Una medio elfo que dirige un orfanato. Ella tiene una gran admiración por Fran. Amanda revela que años atrás había adoptado a dos gatos negros llamados Kinan y Flamia, pero se negó a enseñarles a pelear porque no quería que salieran lastimados, lo que resultó contraproducente cuando intentaron convertirse en aventureros de todos modos y los mataron. Poco después se entera de que esos gatos negros fueron los padres de Fran.
Klimt (クリムト Kurimuto?)
 Seiyū: Wataru Hatano (anime)
Un Elfo del Bosque que es el maestro del gremio de Aventureros de Alessa. Él sospecha de la fuente de las habilidades de Fran, pero le permite unirse al gremio.
Donadrond (ドナドロンド Donadorondo?)
 Seiyū: Tetsu Inada (anime)
Un guerrero Oni que actúa como examinador del Gremio de Aventureros, desafiando a los posibles aventureros a duelos para probar sus habilidades. Él es derrotado por Fran y le permite pasar el examen.
Nell (ネル Neru?)
 Seiyū: Rumi Ōkubo (anime)
Recepcionista del Gremio de Aventureros de Alessa. Si bien es ordenada y sociable, posee un lado oscuro oculto que desea la muerte de los aventureros que son rudos y vulgares. Tras ser salvada por Fran de unos aventureros vulgares, Nell se convierte en su admiradora.
Gallus (ガルス Garusu?)
 Seiyū: Shinpachi Tsuji (anime)

## Medios

### Novela ligera
Yuu Tanaka comenzó la serie como una novela web alojada en Shōsetsuka ni Narō en octubre de 2015. Micro Magazine adquirió y publicó la serie de novelas ligeras bajo su editorial GC Novels, con ilustraciones de Llo. Se han publicado diecinueve volúmenes hasta marzo de 2025. La edición limitada del quinto volumen se incluyó con un CD drama, que cuenta una historia original. Seven Seas Entertainment anunció la adquisición de las novelas ligeras y comenzó a lanzarse a partir del 6 de agosto de 2019.

#### Lista de volúmenes
| N.º | Fecha de lanzamiento     | ISBN original          |
| --- | ------------------------ | ---------------------- |
| 1   | 30 de julio de 2016      | ISBN 978-4-89637-574-9 |
| 2   | 26 de diciembre de 2016  | ISBN 978-4-89637-608-1 |
| 3   | 30 de junio de 2017      | ISBN 978-4-89637-639-5 |
| 4   | 24 de noviembre de 2017  | ISBN 978-4-89637-670-8 |
| 5   | 30 de mayo de 2018       | ISBN 978-4-89637-750-7 |
| 6   | 30 de octubre de 2018    | ISBN 978-4-89637-826-9 |
| 7   | 29 de marzo de 2019      | ISBN 978-4-89637-863-4 |
| 8   | 28 de septiembre de 2019 | ISBN 978-4-89637-924-2 |
| 9   | 30 de marzo de 2020      | ISBN 978-4-89637-990-7 |
| 10  | 30 de septiembre de 2020 | ISBN 978-4-86716-057-2 |
| 11  | 31 de marzo de 2021      | ISBN 978-4-86716-124-1 |
| 12  | 24 de septiembre de 2021 | ISBN 978-4-86716-189-0 |
| 13  | 30 de marzo de 2022      | ISBN 978-4-86716-269-9 |
| 14  | 30 de septiembre de 2022 | ISBN 978-4-86716-340-5 |
| 15  | 30 de marzo de 2023      | ISBN 978-4-86716-408-2 |
| 16  | 29 de septiembre de 2023 | ISBN 978-4-86716-408-2 |
| 17  | 29 de marzo de 2024      | ISBN 978-4-86716-554-6 |
| 18  | 30 de septiembre de 2024 | ISBN 978-4-86716-637-6 |
| 19  | 31 de marzo de 2025      | ISBN 978-4-86716-739-7 |

### Manga
Una manga de adaptación por Tomowo Maruyamawa fue serializado en Denshi Birz de Gentōsha revista a partir del 9 de diciembre de, el año 2016 al 15 de enero de 2018. Después de que la revista se detuvo, se volvió a publicar en Boost cómica. La serie está compilada en varios volúmenes tankōbon, con el primer volumen lanzado en abril de 2017. Seven Seas Entertainment también obtuvo la licencia del manga para su lanzamiento en América del Norte, y el primer volumen se lanzó el 17 de diciembre de 2019. Un manga derivado escrito por Tanaka e ilustrado por Hinako Inoue comenzó a serializarse en el sitio web Comic Ride de Micro Magazine el 1 de junio de 2020. El manga derivado también tiene licencia de Seven Seas Entertainment.

### Anime
Se anunció una adaptación al anime en el duodécimo volumen de la novela ligera el 24 de septiembre de 2021. La serie es producida por C2C y dirigida por Shinji Ishihira, con Takahiro Nagano escribiendo y supervisando el guion, Atsuki Saitō en el diseño de los personajes y supervisando como director de animación en jefe y Yasuharu Takanashi componiendo la banda sonora. El tema de apertura es "Tensei Shitara Ken Deshita" de Kishida Kyoudan & The Akeboshi Rockets, mientras que el tema final es "more＜STRONGLY" de Maon Kurosaki. Se estrenó el 5 de octubre de 2022 en Tokyo MX, ABC y BS Asahi. Sentai Filmworks obtuvo la licencia de la serie fuera de Asia.
Después de la emisión del episodio final, se anunció una segunda temporada. El equipo y el elenco de la primera temporada retomarán sus papeles. El estreno está previsto para el cuarto trimestre de 2026.

## Recepción
Theron Martin de Anime News Network, en su reseña del primer volumen de la novela ligera, elogió las interacciones entre los dos personajes principales y dijo: "Más allá de las escenas de acción, la habilidad de escritura de Tanaka está un poco por encima del promedio. Diálogo y desarrollo del personaje que fluye sin problemas y la construcción del mundo, aunque algo limitada, encaja con la perspectiva de los personajes centrales". Sin embargo, criticó la falta de originalidad de la historia y señaló sus similitudes con Kumo desu ga, Nani ka?, Tensei Shitara Slime Datta Ken y Jidōhanbaiki ni Umarekawatta Ore wa Meikyū ni Samayō.